# Разум зла
Разум зла (англ. The Mind of Evil) — вторая серия восьмого сезона британского научно-фантастического телесериала «Доктор Кто», состоящая из шести эпизодов, которые были показаны в период с 30 января по 6 марта 1971 года.

## Сюжет
Доктор и Джо Грант посещают отдалённую тюрьму Стангмур для изучения нового метода «лечения» преступников: использование машины Келлера, которая использует процесс Келлера для извлечения всех негативных импульсов из разума. Профессор Кеттеринг руководит процессом, замещая отсутствующего Эмиля Келлера, и «лечит» нескольких преступников, включая Барнэма, жестокого убийцу, который после процесса становится невинным как дитя. Подозрения Доктора по поводу машины усиливаются после череды смертей, включая смерть самого Кеттеринга, каждая из которых происходит, когда машина работает. Каждая смерть происходит от собственной фобии жертвы; Доктору угрожает ад, когда он слишком приближается к машине.
Тем временем Бригадир Летбридж-Стюарт и отряды ЮНИТ обеспечивают безопасность первой Международной конференции по вопросам мира. Капитан Чин Ли из делегации Китая, начальник которой недавно погиб, ведёт себя странно и пытается портить отношения с США. Оказывается, что все её действия контролирует Мастер. Она использует силу машины Келлера против американского делегата, сенатора Элкотта, который чудом переживает атаку. Чин Ли выводят из под гипноза Мастера, и она сообщает, что Эмиль Келлер и есть Мастер, который теперь заперт на Земле после кражи дематериализационного контура из его ТАРДИС.
В Стангмуре начинается бунт, и опасный преступник Гарри Мейлер, который стоял в очереди на процесс Келлера следующим, захватывает контроль над тюрьмой. Джо ненадолго берут в заложники, но она помогает охране вернуть контроль над тюрьмой. Мастер, узнавший о бунте в тюрьме путём перехвата данных ЮНИТ, прибывает туда и встречает Мейлера, передаёт газовые гранаты ему и остальным заключённым и захватывает контроль над тюрьмой. Доктор возвращается в тюрьму, и его ловит Мастер, который устанавливает машину Келлера рядом с ним, что значительно ослабляет Доктора. Мастер теряет контроль над машиной, в которой содержится опасный инопланетный паразит, и заставляет Доктора помочь ему сохранить власть. После этого Доктор снова становится заключённым.
Из заключённых Стангмура Мастер набирает личную армию, используя её для перехвата конвоя ЮНИТ, перевозящего опасную ракету «Молния». Украденная ракета нацеливается на конференцию, а капитан Майк Йетс, начальник конвоя, захвачен в заложники. Бригадир думает, что ракета должна быть в Стангмуре, и пытается добыть её в стиле «троянского коня». Отряды ЮНИТ захватывают тюрьму, убивают Мейлера и других бунтовщиков. Освободившийся Йетс связывается с ЮНИТ, сообщая, что ракета находится в заброшенном ангаре неподалёку.
Машина Келлера становится всё сильнее и прорывает временные барьеры, поставленные Доктором. Доктор связывается с Мастером, который находится в ангаре вместе с ракетой, и предлагает ему дематериализационный контур в обмен на ракету. Мастер соглашается, если тот придёт один. Доктор срабатывается с Барнэмом, который уже подвергся воздействию машины и получил к ней иммунитет. Используя его, как щит, Доктор доставляет машину Келлера в ангар. В схватке активируется механизм самоуничтожения ракеты, и машина взрывается вместе с ней. Тем временем Мастер убивает Барнэма и сбегает вместе с контуром. Позже он звонит Доктору по телефону, чтобы сказать: он свободен, а Доктор всё ещё заперт на Земле.

## Трансляции и отзывы
| Эпизод            | Дата показа     | Продолжительность | Телезрители (в миллионах) | Archive                    |
| ----------------- | --------------- | ----------------- | ------------------------- | -------------------------- |
| «Эпизод 1»        | 30 января 1971  | 24:39             | 6,1                       | Manual colourisation       |
| «Эпизод 2»        | 6 февраля 1971  | 24:31             | 8,8                       | Chroma dot colour recovery |
| «Эпизод 3»        | 13 февраля 1971 | 24:30             | 7,5                       | Chroma dot colour recovery |
| «Эпизод 4»        | 20 февраля 1971 | 24:40             | 7,4                       | Chroma dot colour recovery |
| «Эпизод 5»        | 27 февраля 1971 | 23:34             | 7,6                       | Chroma dot colour recovery |
| «Эпизод 6»        | 6 марта 1971    | 24:48             | 7,3                       | Chroma dot colour recovery |
| [ 1 ] [ 2 ] [ 3 ] |                 |                   |                           |                            |